# New Vienna (Album)
New Vienna ist ein Jazzalbum von Keith Jarrett. Die am 9. Juli 2016 im Wiener Musikverein entstandenen Aufnahmen erschienen am 30. Mai 2025 auf ECM Records.

## Hintergrund
New Vienna ist der vierte veröffentlichte Konzertmitschnitt von Keith Jarretts letzter europäischer Solotournee im Jahr 2016. Er folgt auf die Livealben Munich 2016 (2019), Budapest Concert (2020) und Bordeaux Concert (2022).
Keith Jarrett hatte sich in seinem Wiener Konzert 2016 gleich zu Beginn durch fotografierende Zuhörer gestört gefühlt und wollte nicht konzertieren. Er forderte diese auf zu gehen: „Ich werde keinen Ton spielen, bevor diese zwei Personen, die gerade noch Fotos gemacht haben, das Haus verlassen haben.“ Erst nachdem eine Person den Saal verlassen hatte, spielte er. Doch nach der Pause teilte er mit, der erste Teil seines Konzerts sei ganz schlecht gewesen.
Der ungestüme „Part 1“ sei eine Spritztour von der Art einer Eröffnungsimprovisation, der folgende „Part II“ eine Hommage an ein Trio von Musikern, die ihm auf der Musikvereinsbühne vorausgingen – Arnold Schönberg, Alban Berg und Anton von Webern. „Part IV“ ist mehr von diesem gospelartigen, bluesigen Americana geprägt, notierte Mike Jurkovic. „Part VIII“ ist eine Art „Blues-Voodoo“; „Part V“, „Part VI“ und „Part VII“ sind Solo-Improvisationen im Stil seines Albums „Facing You“ (ECM, 1972).

## Titelliste
- Keith Jarrett: New Vienna (ECM Records 2850, ECM 758 9792)[4]

1. Part I 10:58
2. Part II 6:26
3. Part III 5:40
4. Part IV 6:01
5. Part V 10:28
6. Part VI 8:37
7. Part VII 8:38
8. Part VIII 3:06
9. Part IX 4:39
10. Somewhere over the Rainbow (Harold Arlen. E. Y. Harburg) 5:20

Wenn nicht anders vermerkt, stammen die Kompositionen von Keith Jarrett.

## Rezeption

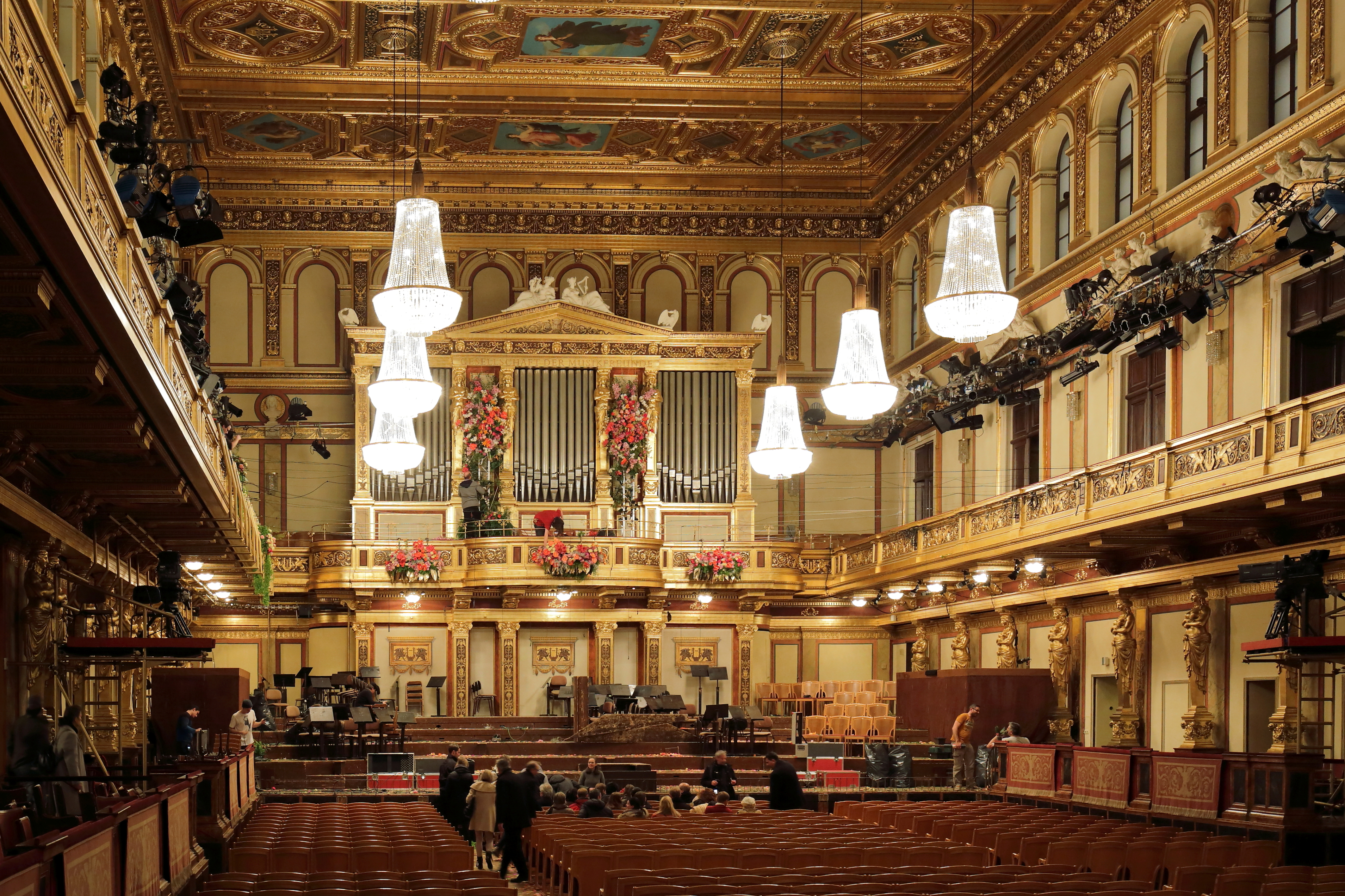
Der große Saal, auch als "Goldener Saal" bezeichnet, im Wiener Musikvereinsgebäude (nach dem Ende des Neujahrskonzerts der Wiener Philharmoniker 2015)

Bereits 2016 schrieb Helmar Dumbs in Die Presse in einer Konzertbesprechung, dass Keith Jarrett sich und seine Zuhörer in ein Wechselbad der Gefühle gestürzt habe. „In einer Art Selbsttherapie setzte Jarrett seine Verärgerung zu Beginn des Abends auch gleich in Musik um. Statt, wie er es gern tut, von einem Nukleus an thematischem Material behutsam in die Musik hineinzuwandern, überzog er das Publikum erst einmal mit einem mehr als zehnminütigen Dauerbeschuss an Tönen. Hohes Tempo, keinerlei Halt- und kaum Orientierungspunkte, Chaos, Hektik, Anarchie. Sofort stellte sich die Assoziation ein: New York, Grand Central Station zur Rush Hour. Es war ein vielstimmiges Durcheinander, das Jarretts Händen entspross, und es klang keineswegs, als verfüge er nur über deren zwei.“ Doch dieser „pianistische Frontalangriff“ habe so abrupt geendet, wie er begonnen habe. Nach dem zweiten Stück, dass einem ruhigeren, wenn auch noch immer eine Richtung suchenden Fortschreiten Raum gegeben habe, sei Jarrett im dritten Stück zur Ruhe gekommen: „Wo zuerst so viel (an Tönen) passierte, ohne dass recht viel gesagt wurde, war es nun umgekehrt: Mit rigider Sparsamkeit führte Jarrett vor, wie wenige Töne man für reichhaltige musikalische Aussagen braucht.“ Nach diesen drei Stücken sei deutlich geworden, worin Jarretts große Stärke bestehe: „Er vermag es, scheinbar die Zeit außer Kraft zu setzen und – auch hier autoritär, allerdings auf positive Weise – dem Publikum sein Zeitmaß aufzuzwingen. Eines, dem man sich getrost überantworten kann.“ Erst nach der Pause sei Jarrett wirklich wieder bei sich und in sich ruhend gewesen, wo er sich über weite Strecken dem poetischen Fabulieren hingegeben habe, für das ihn sein Publikum so liebe. Bei seiner dritten Zugabe spazierte er leichtfüßig Somewhere over the Rainbow und seine Welt schien „fast wieder in Ordnung“.
Ohne Übertreibung ist New Vienna eine weitere jener ganz besonderen Aufnahmen, die Jarrett mit einer ureigenen Kunstfertigkeit und Frequenz aus der Stille geformt habe, die auch rund fünfzig Jahre nach Beginn seiner Soloreise noch immer bedeutende Geister in Erstaunen versetzen würde, lobte Mike Jurkovic in All About Jazz. Hier lege Jarrett seine Seele frei und berühre sein Publikum mit einer Würde, die seinen großen europäischen Gastgebern gebühre. „Es ist alles da. Alles Jarrett. Die Kadenz. Der Schwung. Die Melodie. Immer die Melodie, die einen wie eine sanfte Meeresströmung zur nächsten Kurve zieht. Jarretts Weg. Von niemandem sonst“, so Jurkovic. Deshalb steche New Vienna aus der Masse heraus, sei aber auch ein großer Teil der Masse [der Solo-Aufnahmen Jarretts], einer Masse, die demütig Solo Concerts Bremen/Lausanne biete; das erste Wiener Konzert; das geisterhafte Radiance und Rio. Die unsichtbaren, aber makellosen Feinheiten der Produktion durch Manfred Eicher würden (wie immer) die Tonleiter und die Tiefe des von Jarrett entfesselten Klangs bestimmen.
Auf New Vienna würde sich seine neue Musik im Moment gestalten und habe einen nahezu enzyklopädischen Umfang, meinte Mike Flynn (Jazzwise). Die langen Formen, die für Jarretts frühe Solokonzertreisen – von Bremen/Lausanne und The Köln Concert bis zum ersten Vienna Concert und darüber hinaus – typisch waren, seien in dieser letzten Phase seines Konzertlebens Darbietungen gewichen, die aus kürzeren, in sich geschlossenen und kontrastierenden Stücken bestanden, die in ihrer Gesamtheit häufig den Charakter einer improvisierten Suite annahmen. Teil I – der erste von neun Teilen – sei ein spontaner Klangwirbel, dicht und komplex – ungestüm wie Naturgewalt. Teil II lasse die Akkorde schweigend schweben und entfalte langsam eine wehende Melodie. Der Rhythmus stehe in Teil III im Vordergrund, ein herausragendes Beispiel für Jarretts Fähigkeit, mit jeder Hand separate und miteinander verwobene Muster zu entwickeln.
Jarretts Ansage, der erste Teil seines Konzerts in Wien 2016 sei ganz schlecht gewesen, stimmte nicht, urteilte Ljubiša Tošić in Der Standard. Auf New Vienna könne man nachhören, was 2016 im Goldenen Saal an inspirierter Improvisation stattgefunden habe. New Vienna beginne zwar wütend, enthalte aber auch weiträumige, stimmungsvolle Extrapolationen. Dies sei Echtzeitkunst, die mitunter Anläufe brauche, aber an Höhepunkten feurige Strukturen entstehen lasse. Jarrett, der nach Schlaganfällen leider nicht mehr auftreten kann, sei auch ein Meister der kleinen Form gewesen. Magisch klinge seine Zugabe, der Standard „Somewhere over the Rainbow“.
Das Album gelangte auf Position 31 der Halbjahresliste (1/2025) des Francis Davis Jazz Critics Poll.